# 富宁菝葜
富宁菝葜（学名：Smilax foonignensis）为百合科菝葜属下的一个种。

## 扩展阅读
維基物種上的相關：富宁菝葜